# نایلند (کالیفرنیا)
نایلند (به انگلیسی: Niland) یک منطقهٔ مسکونی در ایالات متحده آمریکا است که در شهرستان ایمپریال، کالیفرنیا واقع شده‌است. نایلند ۱٫۰۴۰ کیلومتر مربع مساحت و ۱٬۰۰۶ نفر جمعیت دارد و -۴۳ متر بالاتر از سطح دریا واقع شده‌است.